# پارک ملی آلخانای
پارک ملی آلخانای (به لاتین: Alkhanay National Park) یک پارک ملی در روسیه است که در سرزمین زابایکالسکی واقع شده‌است.